# 渡辺邦斗
渡辺 邦斗（わたなべ くにと、1983年12月18日 - ）は、日本の俳優。
長野県大町市出身。アオイコーポレーション所属。本名および旧芸名は、渡邉 邦門（読み同じ）。信濃大町観光大使。

## 略歴
15歳から17歳までカナダ・モントリオールに高校留学する。留学先から応募した石原プロモーションの新人オーディション『オロナミンC「1億人の心をつかむ男」新人発掘オーディション〜21世紀の石原裕次郎を探せ!〜』にて応募総数5万2005人の中から2000年8月7日に準グランプリに選ばれ芸能界入り。華々しいデビューであったが事務所の意向でグランプリを獲得した徳重聡らと共に俳優としての基礎を習得することに専念した。
2002年、新人オーディションのスポンサーであった大塚製薬 オロナミンCドリンクのCMに徳重聡らと出演。2004年のテレビ朝日SPドラマ『弟』で俳優デビュー。以降、徳重聡に次ぐ重要な配役に抜擢され渡哲也が出演するテレビドラマに数本出演。2007年のNHK朝ドラ『どんど晴れ』では、ヒロインに恋心を抱く南部鉄器職人役を演じる。2008年の映画『ポストマン』で映画初出演。
2009年6月、石原プロモーション退所し、2010年4月からアオイコーポレーションに所属、渡辺邦斗に芸名変更する。
2013年7月9日、『THE 吉見麻美公演 VOL.1 あめちゃん食べる？』〈塩飴班〉で初舞台で初主演。
2017年、『ウルトラマンジード』で、ジードの創造者であり著名な小説家に扮した宇宙人の悪役・伏井出ケイを演じる。
2023年9月14日、信濃大町観光大使に就任する。

## 人物
靴のサイズは27cm、趣味と特技は英会話・カメラ・居合道・バレーボール・剣道。
15歳の時に、父親からお下がりの手巻きのフィルムカメラをもらったことがきっかけでカメラを始めた。アンチデジタルカメラ派だったが、手軽さを考慮してデジタルカメラを購入してからは、デジタルカメラも使用している。2016年から毎年『噂の写真展』に出展しており、2018年1月から、instagramでもデジタルカメラやフィルムカメラで自身が撮影した写真を公開している。
2023年10月には、9月に観光大使に任命された出身地の長野県大町市で、初の写真個展「大町探訪写真」が開催された。

## 出演

### テレビドラマ
- SPドラマ 弟（2004年11月17日 - 21日、テレビ朝日） - 石原慎太郎 役
- 大河ドラマ 義経（2005年、NHK） - 平清宗 役
- 熟年離婚（2005年10月 - 12月、テレビ朝日） - 鮎川敦也 役
- 黒い太陽（2006年7月 - 9月、テレビ朝日） - 神崎一郎 役
- マグロ（2007年1月4日・5日、テレビ朝日） - 坂崎航 役
- 連続テレビ小説 どんど晴れ（2007年4月 - 9月、NHK） - 岸本聡 役
- 黒い太陽 '07SP（2007年9月21日、テレビ朝日） - 神崎一郎 役
- おいしいごはん 鎌倉・春日井米店（2007年10月 - 12月、テレビ朝日） - 春日井竜平（青年期） 役
- 千の風になって ドラマスペシャル 死ぬんじゃない!〜宮本警部が遺したもの〜（2008年2月15日、フジテレビ） - 宮本篤史 役
- 旅行作家・茶屋次郎 シリーズ8 「渡良瀬川殺人事件」（2008年9月3日、テレビ東京）
- SPドラマ 告知せず（2008年11月15日、テレビ朝日） - 吉田和也 役
- 開局50周年記念番組 相棒 Season 7 元旦スペシャル 第10話「ノアの方舟〜聖夜の大停電は殺人招待状!」（2009年1月1日、テレビ朝日） - 瀬田和哉 役
- 世にも奇妙な物語 20周年スペシャル・秋 〜人気作家競演編〜「はじめの一歩」（2010年10月4日、フジテレビ） - 脇坂 役
- 外交官・黒田康作（2011年1月 - 3月、フジテレビ） - 大島寿志 役
- プロポーズ兄弟〜生まれ順別 男が結婚する方法〜 第4夜「一人っ子が結婚する方法」（2011年2月24日、フジテレビ）
- グッドライフ〜ありがとう、パパ。さよなら〜（2011年4月 - 6月、関西テレビ） - 黒木啓二 役
- 専業主婦探偵〜私はシャドウ（2011年10月 - 12月、TBS） - 松島洋輔 役
- 最後から二番目の恋 第1話（2012年1月12日、フジテレビ） - たかし 役
- 大河ドラマ 平清盛（2012年、NHK） - 春夜 役
- 宮部みゆき・4週連続“極上”ミステリー 最終夜 レベル7（2012年5月28日、TBS） - 斉藤刑事 役
- 主に泣いてます（2012年7月、フジテレビ） - 木藤 役
- 東京全力少女（2012年10月 - 12月、日本テレビ） - ヘンリー 役
- dinner（2013年1月 - 3月、フジテレビ） - 平石雅弘 役
- ドラマスペシャル 事件救命医〜IMATの奇跡〜（2013年10月6日、テレビ朝日） - 菊池 役
- 私の嫌いな探偵 第3話（2014年1月31日、テレビ朝日） - 烏賊神真墨 役
- 戦力外捜査官 第5話（2014年2月8日、日本テレビ） - 榊新星 役
- 土曜ワイド劇場 逆転報道の女3（2014年4月19日、朝日放送） - 御厨泰三 役
- 珈琲屋の人々（2014年4月 - 5月、NHK BSプレミアム） - 小野 役
- ブラック・プレジデント（2014年4月 - 6月、関西テレビ） - 安田良太 役
- きょうは会社休みます。（2014年10月 - 12月、日本テレビ） - 勝浦大知 役
- 全力離婚相談 第3話（2015年1月20日、NHK） - 須藤紀夫 役
- 京都人情捜査ファイル（2015年4月 - 6月、テレビ朝日） - 仲田周平 役
- HOPE〜期待ゼロの新入社員〜（2016年7月17日 - 9月18日、フジテレビ） - 押本勝 役
- Huluオリジナルドラマ でぶせんテレビ版（2016年8月20日 - 、日本テレビ） - 沢矢海人役[10]
- 破獄（2017年4月12日、テレビ東京） - 今野太 役
- ウルトラマンジード（2017年7月8日 - 12月23日、テレビ東京） - 伏井出ケイ 役[4][11]
- カンナさーん! 第8話（2017年9月5日、TBS） - 松浦 役
- 巨悪は眠らせない 特捜検事の標的（2017年10月4日、テレビ東京） - 上城圭太郎 役
- もみ消して冬〜わが家の問題なかったことに〜 第4話（2018年2月3日、日本テレビ） - 中谷 役
- ミッドナイト・ジャーナル 消えた誘拐犯を追え!七年目の真実（2018年3月30日、テレビ東京） - 上野学 役
- 盗まれた顔 〜ミアタリ捜査班〜（2019年1月、WOWOW） - 監察医・柴田 役
- 二つの祖国（2019年3月23日、テレビ東京） - ジョー北川 役[12]
- スパイラル〜町工場の奇跡〜（2019年4月15日 - 6月3日、テレビ東京） - 隅田穣治 役
- ハル〜総合商社の女〜（2019年10月21日 - 、テレビ東京） - 矢島智明 役
- 知らなくていいコト（2020年1月8日 - 3月11日、日本テレビ） - 柴崎・ウッディ・健太
- 竜の道 二つの顔の復讐者（2020年7月28日[注 1] - 9月15日、関西テレビ） - 大友由伸 役
- 未解決の女 警視庁文書捜査官 Season2 第6話・最終話（2020年9月10日・17日、テレビ朝日） - 西松文也 役
- 黒鳥の湖（2021年7月24日 - 8月21日、WOWOW） - 佐野刑事 役
- マイファミリー（2022年4月10日 - 6月12日、TBS） - 備前雄介 役[15][16]
- クロサギ 第7話（2022年12月2日、TBS） - 成沢正和 役
- VIVANT 第1話 - 第5話（2023年7月16日 - 8月13日、TBS） - 河合幸二 役[17][18]
- アンチヒーロー 第3話・第7話（2024年4月28日・5月26日、TBS） - 小杉和昭 役[19][20]
- おいち不思議がたり 第3話・4話（2024年9月15日・22日、NHK BS・NHK BSプレミアム4K） - 江上 役
- 月曜プレミア8 今野敏サスペンス 警視庁強行犯係 樋口顕「遠火」（2024年11月25日、テレビ東京） - 小田泰和 役
- 人事の人見 第2話（2025年4月15日、フジテレビ） - 国枝大輝 役[21]

### 映画
- ポストマン（2008年3月22日、ナガシマ企画）
- カムイ外伝（2009年9月19日、松竹）
- 聯合艦隊司令長官 山本五十六（2011年12月23日、東映）
- 幕末高校生（2014年7月26日、東映） - 宮川八郎 役
- ハッピーランディング（2015年6月、クォーボ・ピクチャーズ） - 花邑秀臣 役
- 探偵ミタライの事件簿 星籠の海（2016年6月4日、東映） - 三橋博之 役
- 空母いぶき（2019年5月24日、キノフィルムズ） - 備前島健 役[22]
- 極主夫道 ザ・シネマ（2022年6月3日、ソニー・ピクチャーズエンタテインメント） - 和馬 役[23][24]
- キングダム2 遥かなる大地へ（2022年7月15日、東宝 / ソニー・ピクチャーズ エンタテインメント） - 尚鹿 役[25]
- 夏目アラタの結婚（2024年9月6日、ワーナー・ブラザース映画） - 相沢純也 役[26]

### 舞台
- THE 吉見麻美公演 VOL.1 あめちゃん食べる？ 〈塩飴班〉（2013年7月9日 - 15日、新宿ACB会館） - 志村一幸 役※初主演
- ミュージカル『ファウスト〜愛の戦士たち〜』（2014年6月27日 - 7月13日、AiiAシアタートーキョー / 森ノ宮ピロティホール） - ヴァレンティン 役
  - ミュージカル『ファウスト〜最後の聖戦〜』（2015年7月10日 - 7月26日、東京芸術劇場プレイハウス / 森ノ宮ピロティホール）
- シアターグリーンBIG TREE THEATER 『愛愛愛の愛』（2017年2月1日 - 2月5日） - 渡孫治 役
- Navy Pier 埠頭にて（横浜赤レンガ倉庫1号館3Fホール）- カート 役[27]
- ハリー・ポッターと呪いの子（2025年7月8日 - 2026年1月31日〈予定〉、TBS赤坂ACTシアター） - ドラコ・マルフォイ 役[28][29]

### WEBドラマ
- ハッピーランディング（2014年4月、テレ朝動画） - 竹藤秀臣 役

### CM
- 大塚製薬 オロナミンCドリンク（2002年）
- 日本興亜損保（2008年）
- 資生堂「MAQuillAGE」（トゥルーチーク、エッセンスグラマラスルージュ、チーク/ルージュ 武井咲篇）（2013年1月）
- アフラック 「医療保険EVER」（ブラックスワンのささやき 登場編、2013年）
- 日本マクドナルド 「マクドナルド アフォガート / パイ アラモード」（恋人篇、2013年）
- 日本コカ・コーラ 「REAL GOLD」（2017年7月）
- SCジョンソン 「お掃除参観」（2018年）

### ラジオドラマ
- 青春アドベンチャー らせん階段 （2008年8月、NHK）
- スイッチを押すとき （2007年2月、ニッポン放送）

### ドキュメンタリー番組
- WILD NATURE 地球大紀行（BS朝日） - ナレーション
  - 「美しき地球の四季・秋編 黄金色に輝く絶景!冬を生き抜く知恵者たち」（2016年10月14日）
  - 「美しき地球の四季・夏編 生命の誕生と躍動!」（2016年10月21日）
  - 「美しき地球の四季2時間スペシャル 一面の銀世界から爛漫の春へ」（2016年12月23日）

### 玩具
- ウルトラマンジード ウルトラレプリカ ジードライザー（2024年10月）